# Marie Becker (Politikerin)
Marie Becker (* 11. März 1875 in Köln; † 29. Juli 1930 in Hamburg) war eine deutsche Schneiderin und Politikerin.

## Leben
Marie Becker (geborene Hillger) war die Tochter des aus Kottenheim gebürtigen Postschaffners Nicolaus Hillger und dessen aus Ettringen stammenden Ehefrau Elisabeth Hillger, geborene Hilger. Sie besuchte die Elementarschule in Köln und machte dort auch anschließend eine Ausbildung zur Wäsche-Damenschneiderin. Es folgten Anstellungen als Direktrice in Düsseldorf, Bonn, Altona und Hamburg. 1909 heiratete sie in Hamburg und machte sich im folgenden Jahr in Firma F.W. Becker selbstständig.
Sie gehörte von 1924 bis 1927 der Hamburgischen Bürgerschaft an, sie war Mitglied der Fraktion der Deutschen Volkspartei.